# Tilsi
Tilsi (Duits: Tilsit) is een plaats in de Estlandse gemeente Põlva vald, provincie Põlvamaa. De plaats heeft de status van dorp (Estisch: küla) en telt 379 inwoners (2021).
Tot in oktober 2017 was Tilsi de hoofdplaats van de gemeente Laheda. In die maand werd Laheda bij de gemeente Põlva vald gevoegd.
Tilsi ligt tussen twee meren, het Pikkjärv (24,7 ha) en het Kõrbjärv (11,9 ha).

## Geschiedenis
Tilsi werd voor het eerst genoemd in 1638 onder de naam Tilss Michell. Het gebied behoorde tot het landgoed van Väimela (nu in de provincie Võrumaa). In 1749 werd een landgoed Tilsi van Väimela afgesplitst. Vanaf 1833 tot aan de onteigening in 1919 behoorde het landgoed toe aan de familie von Roth. In 1920 ontstond op het voormalige landgoed een nederzetting. In 1977 kreeg deze de status van dorp.
Het landhuis van het landgoed dateert uit de 18e eeuw. In de tweede helft van de 19e eeuw is het ingrijpend verbouwd. Het diende vanaf 1921 als weeshuis, maar staat al sinds 1978 leeg. Ook een paar bijgebouwen zijn bewaard gebleven. Ook het park rond het landhuis (met een Mantsjoerijse kurkboom met een doorsnee van 1,75 m en een hoogte van 14 m) bestaat nog.

## Foto's

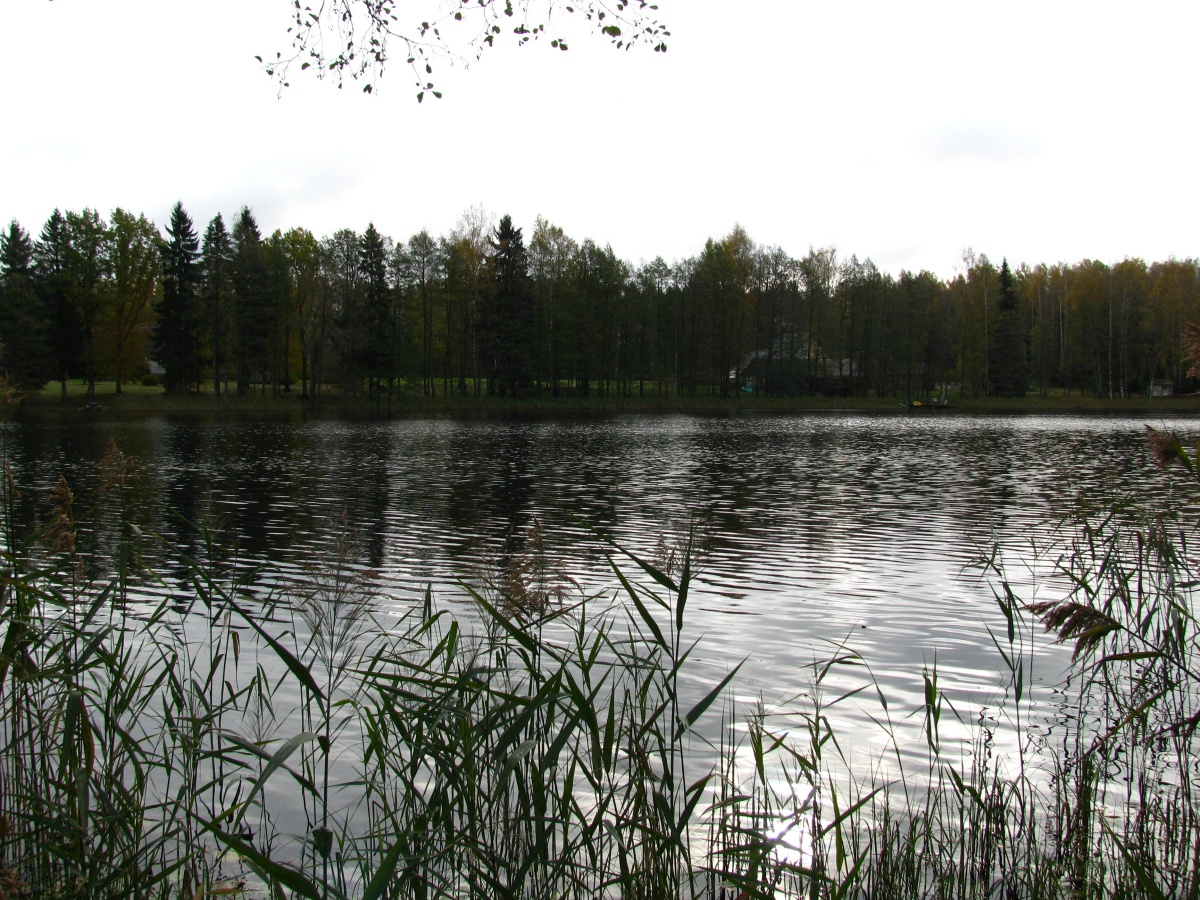
Het Pikkjärv
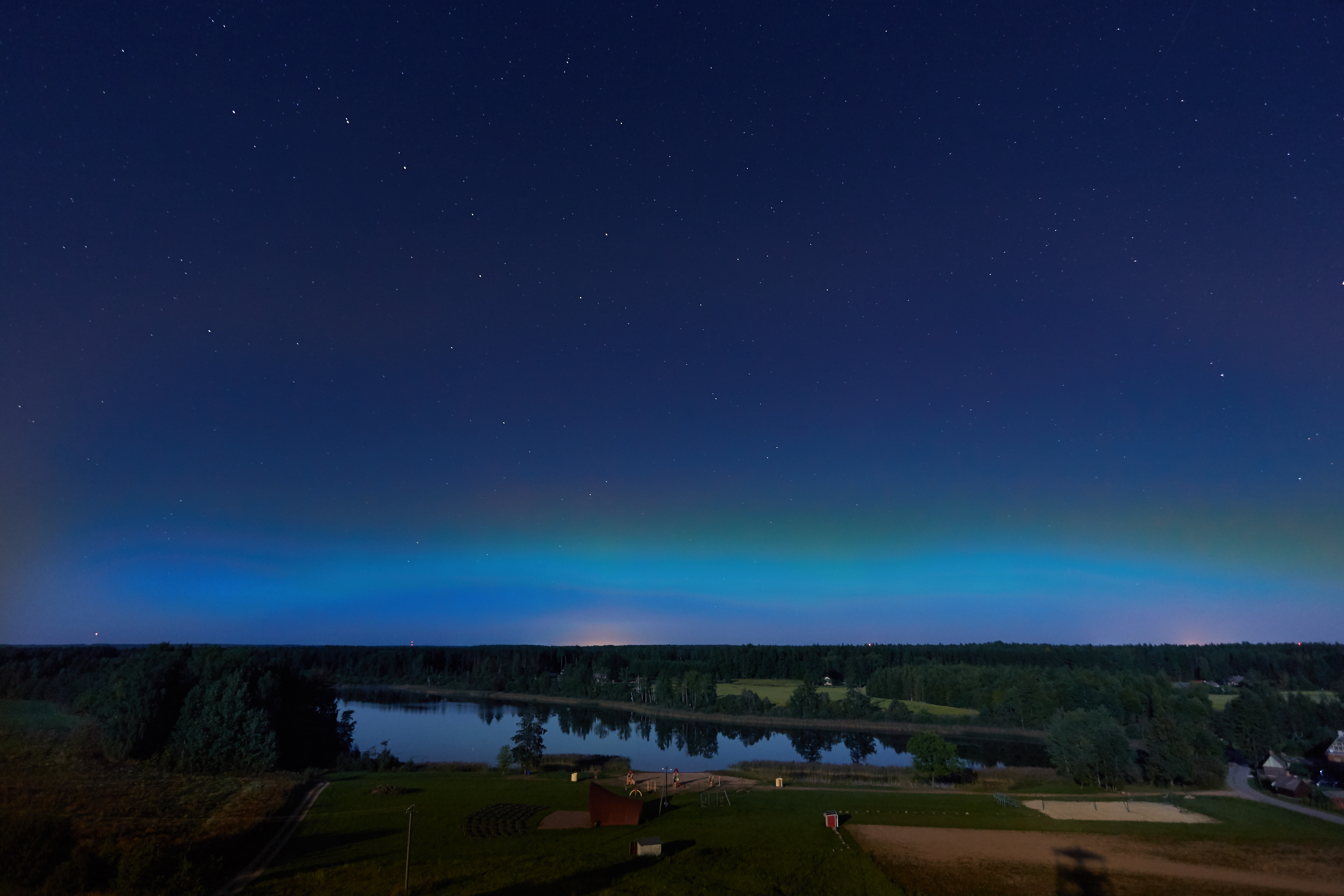
Het Kõrbjärv
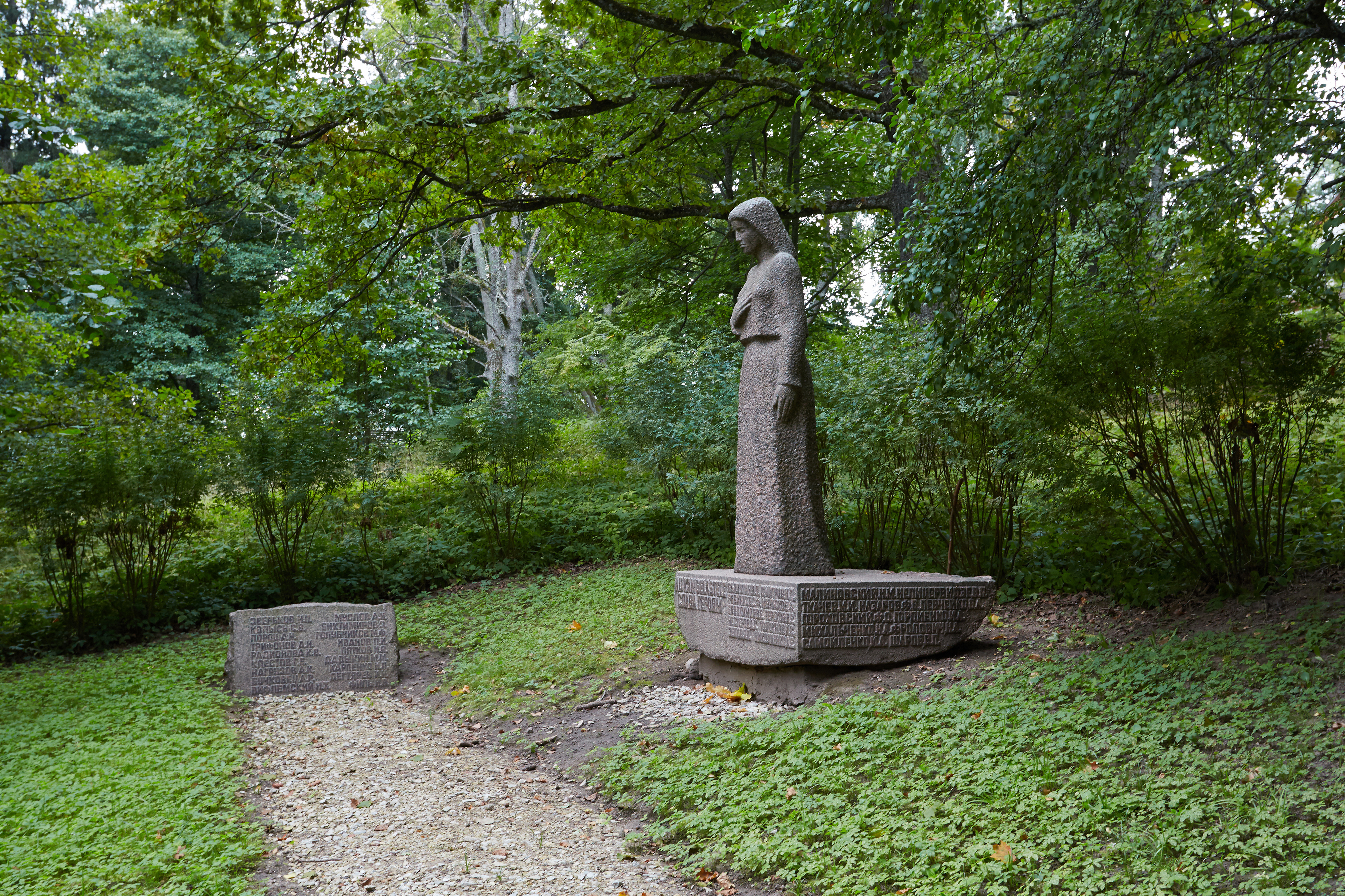
Gemeenschappelijk graf voor tijdens de Tweede Wereldoorlog gesneuvelde soldaten
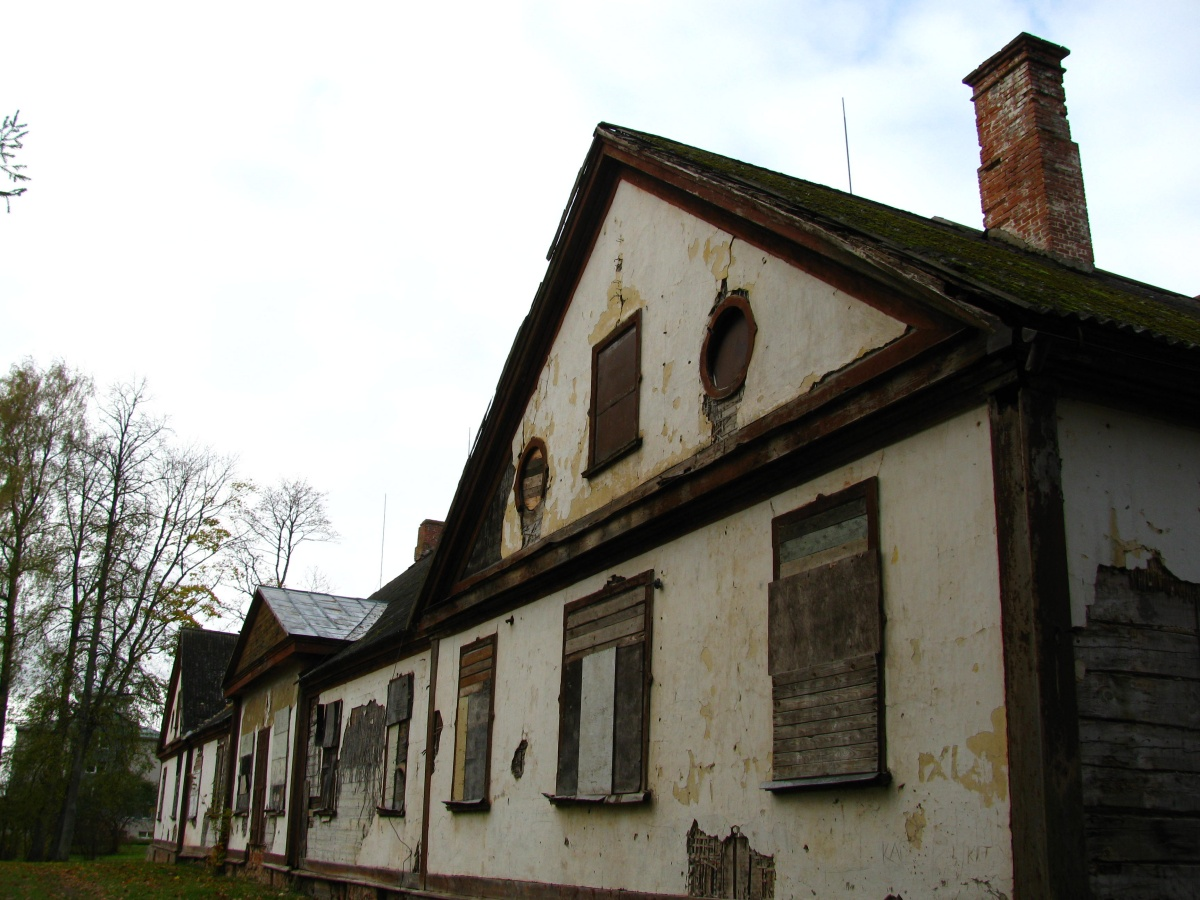
Landhuis van Tilsi
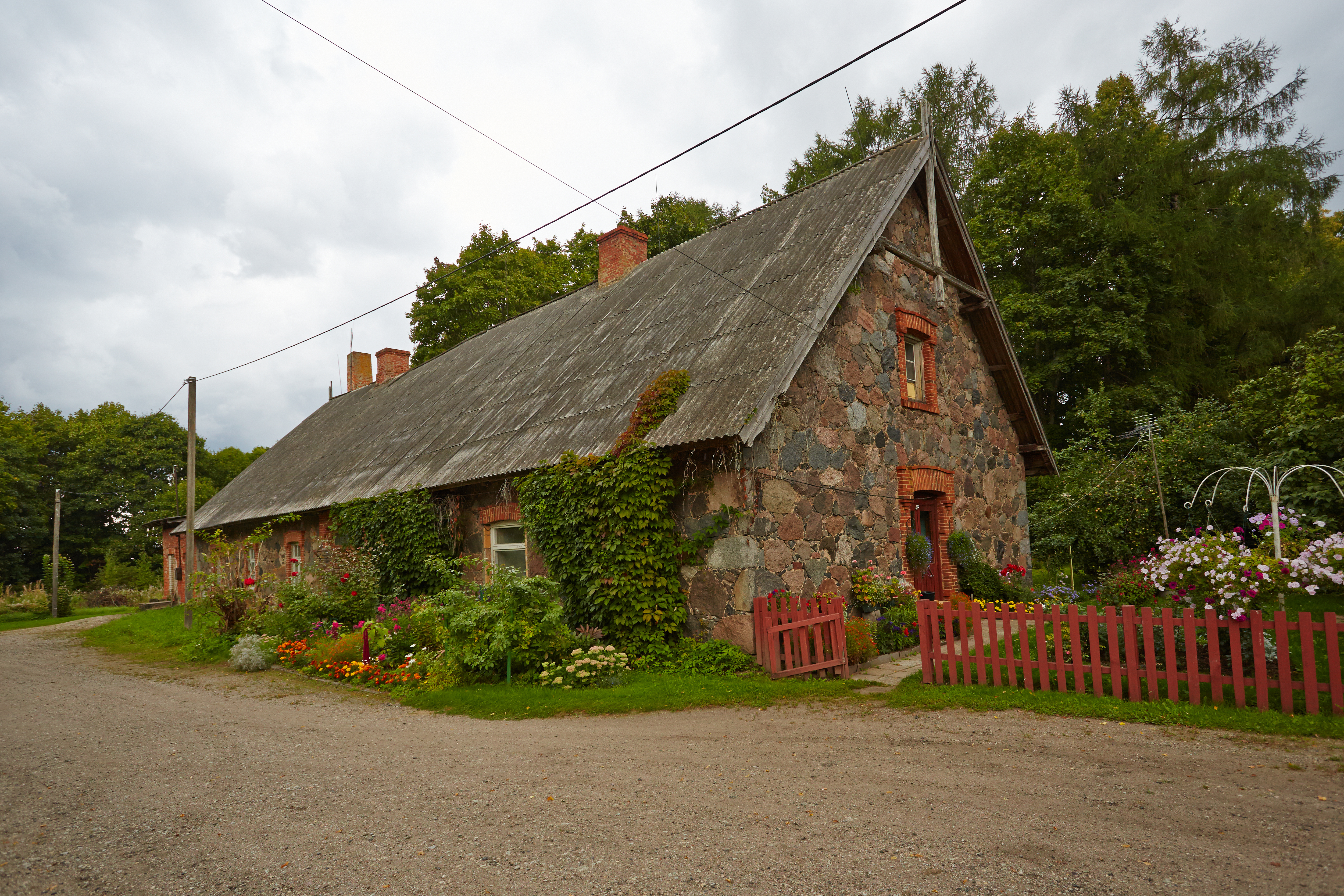
De vroegere melkfabriek
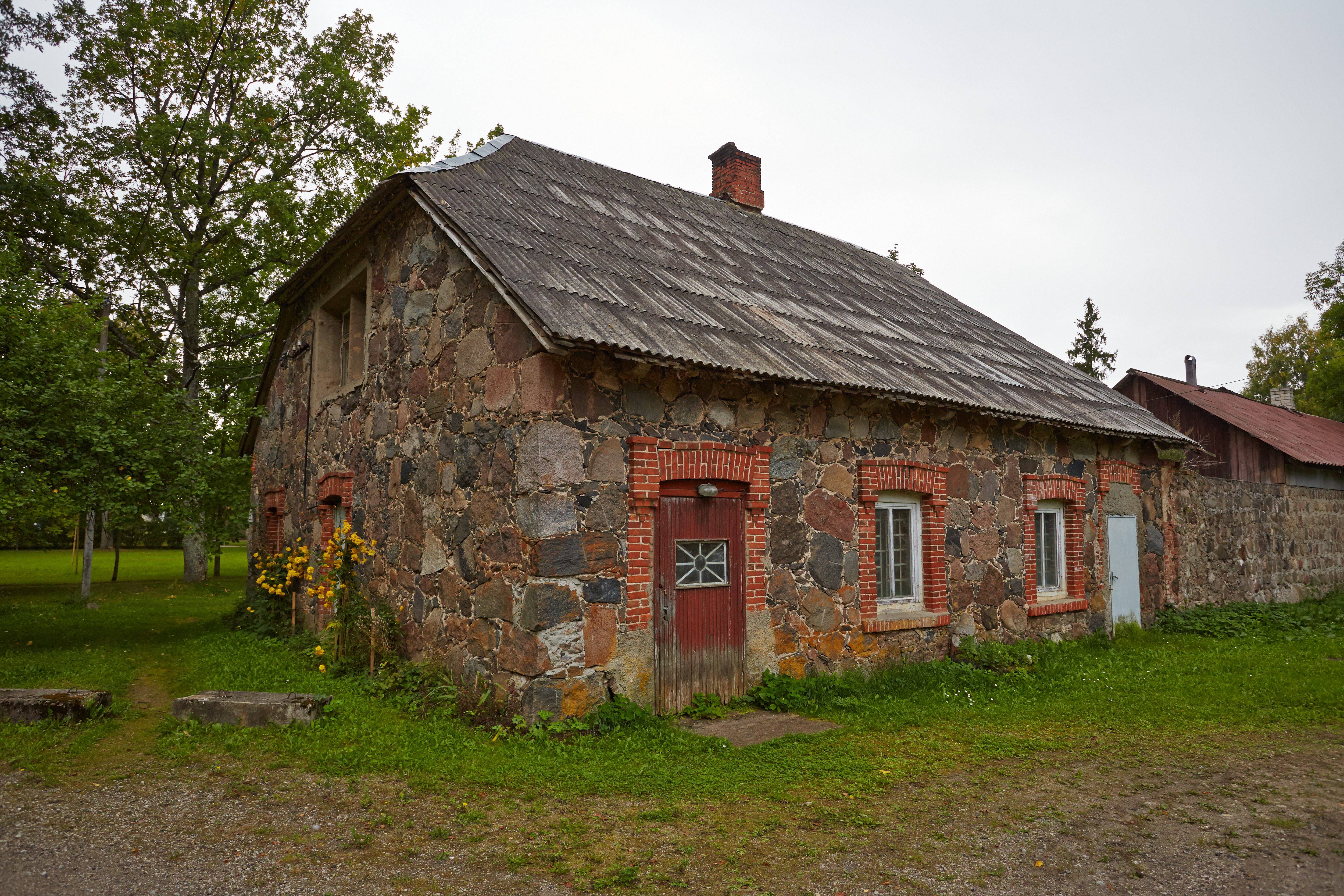
Stal
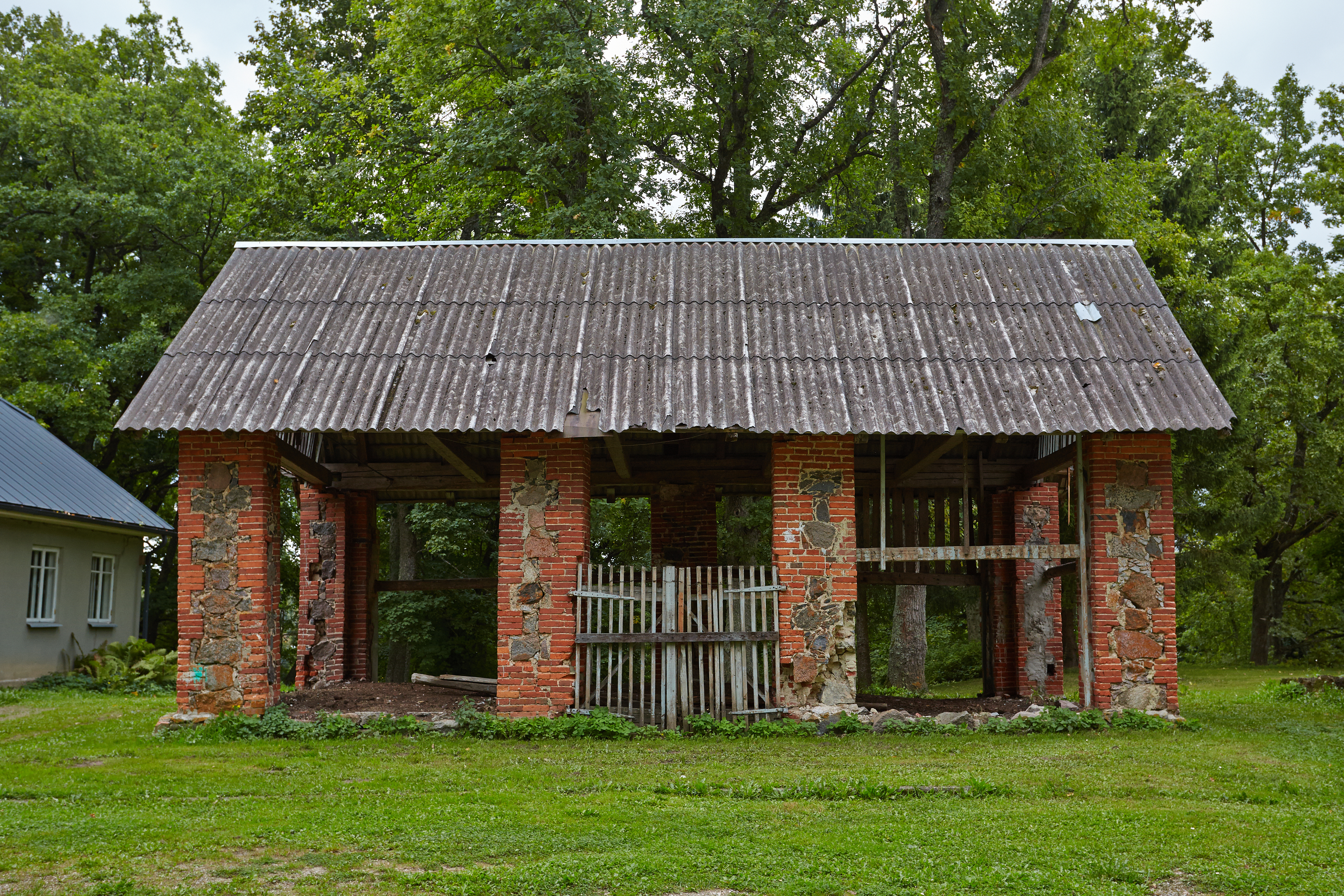
Houtopslag
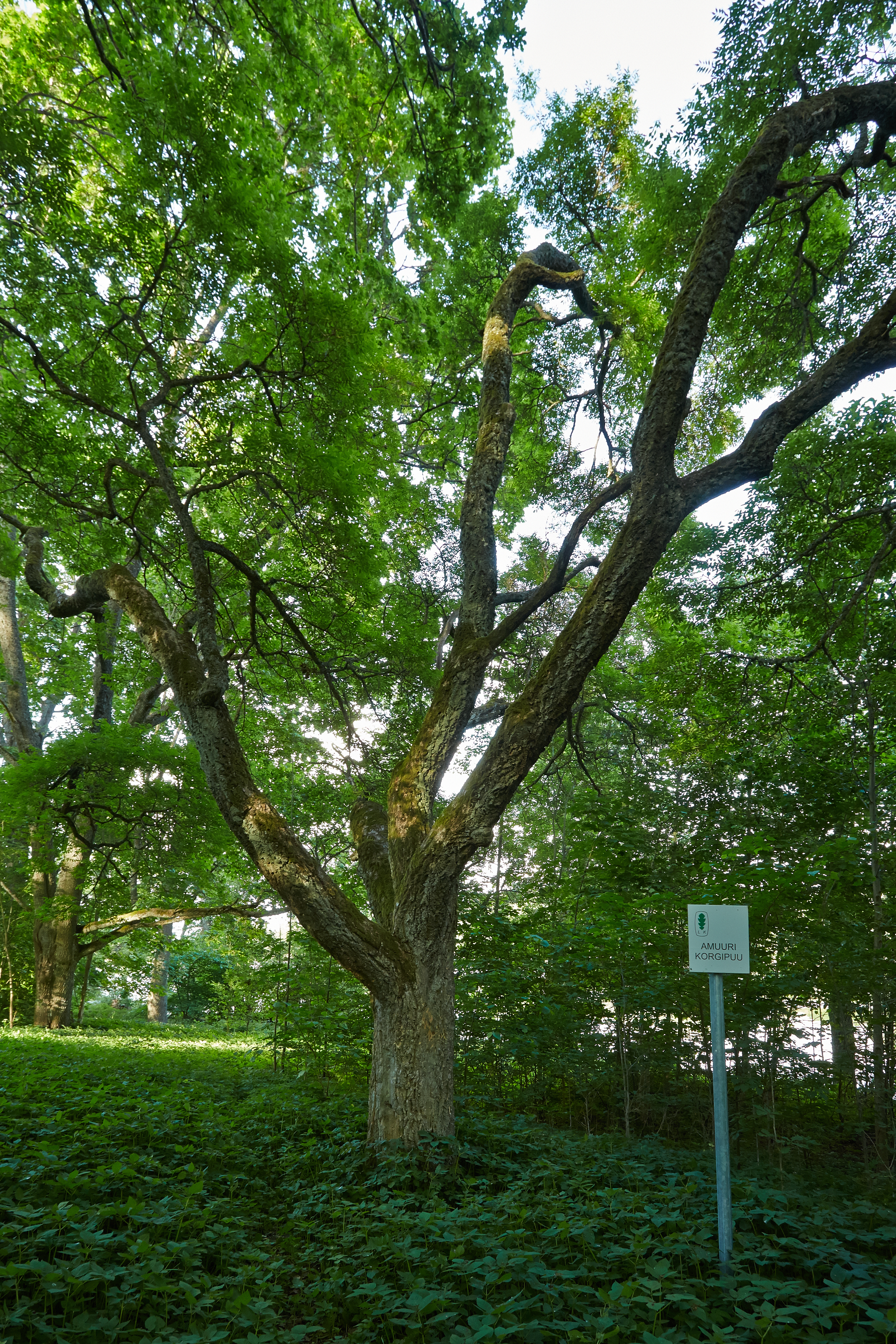
Mantsjoerijse kurkboom in het park bij het landhuis